# Симонян, Карапет Семёнович
Карапет Семёнович Симонян (арм. Կարապետ Սեմենովիչ Սիմոնյան; 6 июня 1918 — 12 декабря 1983) — майор Красной Армии, участник советско-финляндской и Великой Отечественной войны, Герой Советского Союза (15.01.1940).

## Биография
Родился 6 июня 1918 года в Тифлисе, ныне город Тбилиси — столица Республики Грузия, в семье рабочего. Армянин. Член ВКП(б) с 1945 года. Окончил 10 классов. Работал на кондитерской фабрике.
В Красной Армии с 1938 года. Участник советско-финской войны 1939—1940 годов.
Красноармеец 1-й роты 91-го отдельного танкового батальона 20-й тяжёлой танковой бригады имени С. М. Кирова, радист танка Т-28, комсомолец Карапет Симонян отличился 13 декабря 1939 года при разведке обороны противника западнее озера Муоланъярви на Карельском перешейке. В ходе выполнения боевой задачи его танк был подбит. Передав в эфир последнюю радиограмму, вместе с командиром и остальными членами мужественного экипажа трехбашенного Т-28 отбивал атаки противника. Затем покинул боевую машину и вынес с поля боя четверых раненых. В этом бою экипаж уничтожил два дота, большое количество вражеских солдат.
Указом Президиума Верховного Совета СССР от 15 января 1940 года «за образцовое выполнение боевых заданий командования на фронте борьбы с финской белогвардейщиной и проявленные при этом отвагу и геройство» красноармейцу Симоняну Карапету Семёновичу присвоено звание Героя Советского Союза с вручением ордена Ленина и медали «Золотая Звезда» (№ 214).
В последующих боях К. С. Симоняну было присвоено звание младший лейтенант, и в должности командира танкового взвода он дошёл с боями до финского города Выборг. После окончания «зимней войны» К. С. Симонян продолжил военную службу. На фронтах Великой Отечественной войны с декабря 1941 года, участвовал в боях на Северном Кавказе. В 1942 году окончил Тбилисское артиллерийское училище, а в 1943 году — Высшую офицерскую школу. После ранения полученного на фронте, бывший командир артиллерийской батареи капитан К. С. Симонян занимался подготовкой кадров младшего командного состава для действующей армии. С 1944 года майор К. С. Симонян — в отставке.
В послевоенные годы К. С. Симонян работал в органах Министерства внутренних дел и государственной безопасности Грузинской ССР, позднее — на Тбилисской обувной фабрике «Люкс», начальником цеха учебно-производственного комбината № 1. Жил в городе Тбилиси. Скончался 12 декабря 1983 года.
Награждён орденами Ленина и Красной Звезды, медалью «Золотая Звезда» Героя Советского Союза и другими медалями.